# Ga West
Dystrykt Ga West – dystrykt w Regionie Wielka Akra w Ghanie ze stolicą w Amasaman. Utworzony został pod koniec lat 80. XX wieku przez podział dystryktu Ga.
Jest jednym z 28 dystryktów i leży w zachodniej części regionu. Od północy graniczy z dystryktem Birim South w Regionie Wschodnim, od wschodu z dystryktem Ga East i Dystryktem Stołecznym Akra, a od zachodu z dystryktem Awutu/Effutu/Senya w Regionie Centralnym.